# Északi faunabirodalom
Az északi faunabirodalom (Arctogea) a Föld négy faunabirodalmának legnagyobbika: felöleli a teljes Észak-Amerikát, Európát, Ázsiát, Afrikát és a környező szigeteket. Tudományos nevét onnan kapta, hogy az északi sarkvidék (az Arktosz) körül helyezkedik el. A délkelet-ázsiai szigetvilágban az ausztráliai faunabirodalomtól (Notogea) a Wallace-vonal választja el, Észak-Amerikában, a mexikói felföld peremén pedig az újvilági faunabirodalomtól (Neotropisz) egy keskeny átmeneti zóna.

## Felosztása
Óriási területe miatt állatföldrajzi felosztása a többi birodaloménál jóval tagoltabb. Többnyire négy faunaterületre osztják, azokat pedig faunatartományokra.
1. Afrotropikus faunaterület (Aethiopis) 3 faunatartománnyal:
- nyugat-afrikai faunatartomány,
- kelet-afrikai faunatartomány,
- dél-afrikai faunatartomány.

2. Madagaszkári faunaterület.

Az afrotropikus és a madagaszkári faunaterület

3. Orientális faunaterület (indo-maláj faunaterület) 6 faunatartománnyal:
- elő-indiai faunatartomány,
- ceyloni faunatartomány,
- hátsó-indiai faunatartomány,
- szunda-szigeti faunatartomány,
- celebeszi faunatartomány,
- fülöp-szigeti faunatartomány.

Az orientális faunaterület

4. Holarktikus faunaterület 3 faunatartománnyal:
- nearktikus faunatartomány,
  - kanadai faunavidék,
  - átmeneti faunavidék,
  - sonorai faunavidék;
- palearktikus faunatartomány,

- - euro-turáni faunavidék,
  - mediterrán faunavidék,
  - szibériai faunavidék,
  - belső-ázsiai faunavidék,
  - tibeti faunavidék,
  - kelet-ázsiai faunavidék;
- arktikus faunatartomány.

A palearktikus faunatartomány

Ebben a felosztásban az egyes nagyobb egységek határvonalai többnyire természetesek és viszonylag egyértelműek, az egységek hierarchikus helyzete viszont nem mindig az. Így például több szerző az orientális faunaterületet indo-maláj faunabirodalom néven önálló faunabirodalomnak tekinti.

## Állatvilága
Nagy területe miatt egységes jellemzése gyakorlatilag lehetetlen.
Az emlősök közül jellemzőek:
- a bőrszárnyúak (Dermoptera),
- a tobzoskák (Pholidota),
- a csövesfogúak (Tubulidentata),
- a nyúlalakúak (Lagomorpha),
- a szirtiborz-alakúak (Hyracidea),
- az ormányosok (Proboscidea),
- a makialkatúak (Lemuriformes),
- a lajhármaki-alkatúak (Lorisiformes),
- a koboldmaki-alkatúak (Tarsiiformes),
- a keskenyorrú majmok, amelyeket éppen ezért óvilági majmoknak is neveznek (Catarrhini).

A madarak közül említendők:
- a struccfélék (Struthionidae),
- a pusztai tyúkok (Pteroclidiformes),
- a csonttollúfélék (Bombycillidae).

A hüllők közül kiemelendők:
- a kaméleonfélék (Chamaeleonidae) és
- a viperafélék (Viperidae).

Endemikusnak tekinthetjük a ma élő farkos kétéltűeket (Urodela).
A halak közül endemikusak a tokalakúak (Acipenseriformes).
A felsorolt taxonokról elmondható, hogy minimális kivételtől eltekintve nem az egész birodalomra  jellemzőek, hanem csak egyes alacsonyabb szintű területi egységeiben endemikusak.
A nagy amerikai faunacseréig teljesen hiányoztak a birodalomból az erszényesek (Marsupialia) és továbbra is hiányoznak a kloákások (Monotremata).